# Gerard-René de Groot

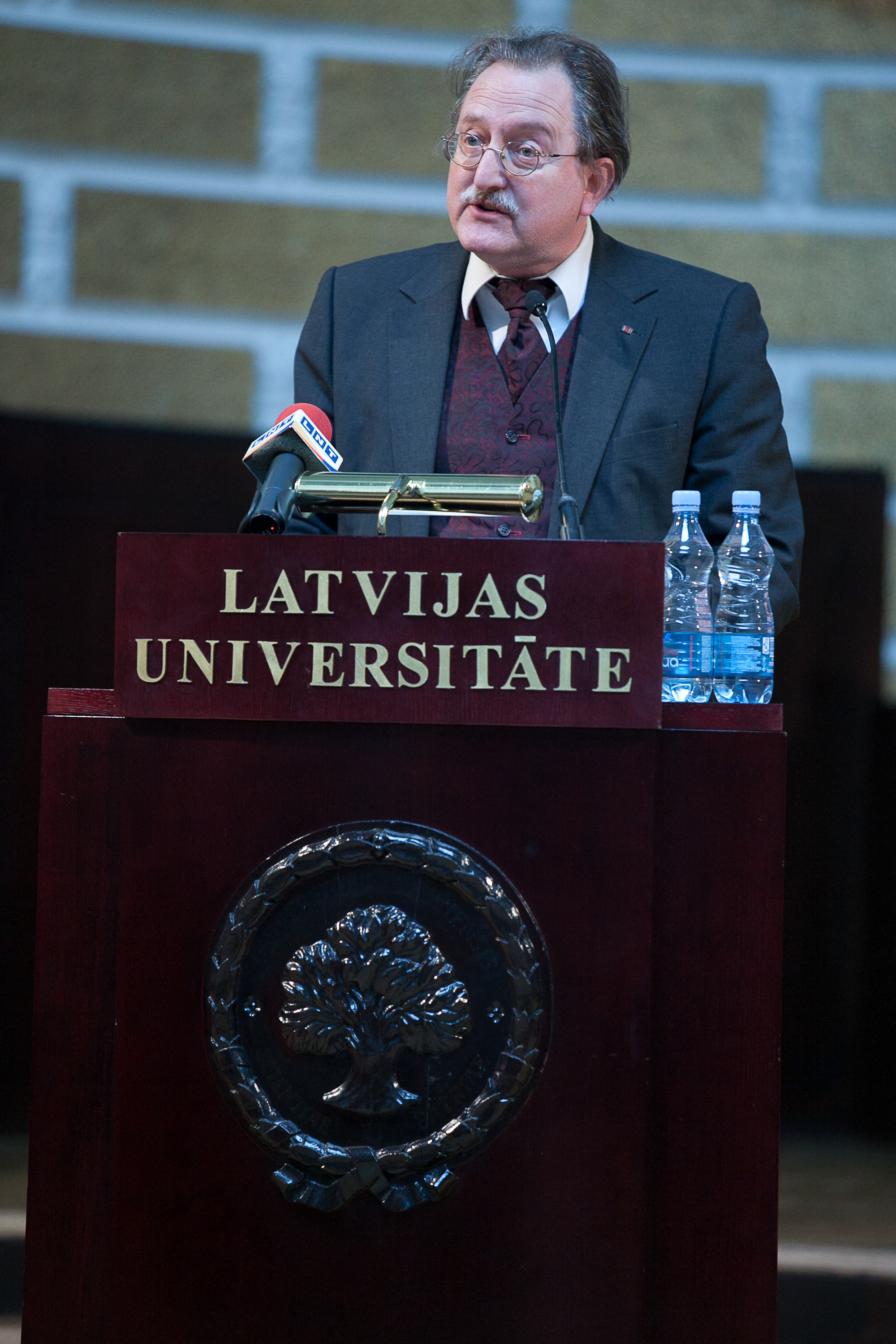
Gerard-René de Groot tijdens een conferentie op de universiteit van Letland in 2012

Gerard-René de Groot (Stadskanaal, 25 augustus 1951) is een Nederlandse rechtsgeleerde en emeritus hoogleraar rechtsvergelijking en internationaal privaatrecht aan de Universiteit Maastricht. Daarnaast is hij bijzonder hoogleraar privaatrecht aan de Universiteit van Aruba.
De Groot is de auteur van werken over onder meer nationaliteitsrecht, rechtsvergelijking en recht en vertalen. Hij is onder meer lid van het Comité van Experts van de Raad van Europa, dat toezicht houdt op de implementatie van het Europees Handvest voor regionale talen of talen van minderheden, en mededirecteur van het Maastricht Centre for Citizenship, Migration and Development (MACIMIDE).

## Opleiding
Na het afronden van het gymnasium studeerde hij rechtsgeleerdheid aan de Rijksuniversiteit Groningen waar hij in 1973 cum laude de graad van meester in de rechten behaalde. Hierna studeerde hij een jaar aan de Westfaalse Wilhelms-Universiteit in Münster. Hij promoveerde in 1988 aan de Universiteit Maastricht met het onderwerp “Staatsangehörigkeitsrecht im Wandel” (Köln: Carl Heymanns 1989).

## Loopbaan
Na zijn tijd in Münster begon hij in 1974 dan als wetenschappelijk medewerker aan zijn alma mater, de universiteit van Groningen. Aldaar doceerde hij burgerlijk recht en later ook rechtsvergelijking. Na zeven jaar gewerkt te hebben aan de Universiteit van Groningen, begon de Groot als wetenschappelijk hoofdmedewerker privaatrecht aan de Faculteit der Rechtsgeleerdheid van de Universiteit Maastricht. Vanaf 1984 tot aan zijn promotie in 1988 was de Groot universitair hoofddocent in het privaatrecht aan deze universiteit.
Gelijktijdig met zijn promoveren werd de Groot benoemd als hoogleraar rechtsvergelijking en internationaal privaatrecht aan de Universiteit Maastricht. In zijn tijd als hoogleraar heeft hij meerdere nevenfuncties vervuld. Zo was hij annotator van nationaliteitsrechtelijke uitspraken van de Hoge Raad der Nederlanden en de Raad van State in de Nederlandse Jurisprudentie (NJ) en rechtspraak Vreemdelingenrecht (JV), rechter-plaatsvervanger in de arrondissementsrechtbank te Maastricht, en bijzonder hoogleraar rechtsvergelijking en internationaal privaatrecht aan de Universiteit van Hasselt. Hij was onder meer ook gasthoogleraar aan de Universiteit van Tokio en aan de Universiteit Luik (leerstoel Pierre Harmel). Tevens is hij sinds 2007 verbonden als hoogleraar privaatrecht aan de Universiteit van Aruba. Hij is een veelgevraagde spreker voor gastcolleges in het buitenland.
Hiernaast vervult hij meerdere bestuursfuncties. Zo is hij onder meer voorzitter van de Nederlandse Vereniging voor Rechtsvergelijking, de Nederlandse voorzitter van de Duits-Nederlandse Juristenconferentie, mededirecteur van het Maastricht Centre for Citizenship, Migration and Development (MACIMIDE) en bestuurslid RIMO (Nederlandse Vereniging ter bestudering van het recht van de islam en het Midden Oosten).

## Adviescommissies
Ook heeft hij posities bekleed in diverse adviescommissies voor de Nederlandse overheid en internationale organisaties.
Zo is hij sinds 2001 lid van de Commissie van advies voor de zaken betreffende de burgerlijke staat en nationaliteit. Hij maakte ook deel uit van de Commissie Kalsbeek over internationale adoptie en lesbisch ouderschap en van de Commissie liberalisering namenrecht van het Ministerie van Justitie.
Van 2008-2010 trad hij op als Expert-consultant van de Commissie van experts inzake nationaliteitsrecht, ingesteld door de secretaris generaal van de Raad van Europa, om een aanbeveling van het Comité van Ministers voor te bereiden. Die werkzaamheden leidden tot Recommendation 2009/13 on the nationality of children.
In 2016 werd hij benoemd tot lid van het Comité van Experts van de Raad van Europa, dat toezicht houdt op de implementatie van het Europees Handvest voor regionale talen of talen van minderheden, en in 2019 als Expert-consultant voor de Raad van Europa met betrekking tot procedures voor het bepalen van staatloosheid en toegang tot nationaliteit voor kinderen van vluchtelingen.
Ook was hij werkzaam als adviseur voor VN-vluchtelingenorganisatie UNHCR waarvoor hij meerdere expertbijeenkomsten over nationaliteitsrechtelijke kwesties bijwoonde, en naar diverse landen werd gestuurd om deel te nemen aan overleg over het in overeenstemming brengen van de nationaliteitswetgeving met internationale standaards op dit gebied. Hij schreef de 'background papers' voor de expertbijeenkomsten over de interpretatie van het VN-verdrag tot beperking van stateloosheid uit 1961 (Convention on the Reduction of Statelessness): Preventing Statelessness among Children (Dakar, Senegal, 23–24 May 2011) en Avoiding Statelessness resulting from Loss and Deprivation of Nationality (Tunis, Tunisia, 31 October-1 November 2013). Op de basis van deze expertenbijeenkomsten zijn door de UNHCR richtlijnen gepubliceerd: de Guidelines on Statelessness No. 4: Ensuring Every Child’s Right to Acquire a Nationality en de Guidelines on Statelessness No.5: Loss and Deprivation of Nationality.
Gerard-René de Groot was tevens betrokken bij het project over het verlies van nationaliteit “Involuntary Loss of European Citizenship” (ILEC), medegefinancierd in het kader van het Fundamental Rights and Citizenship Programma van de Europese Unie. Dit project leidde uiteindelijk tot de publicatie van de ILEC Guidelines (2015). De Groot heeft in deze context onder meer de beperking en regulering bevorderd wat betreft het intrekken van nationaliteit en automatisch verlies op andere gronden (bijvoorbeeld het verwerving van een vreemde nationaliteit, wegens permanent verblijf in het buitenland of wegens het vervallen van de familierechtelijke betrekking waarop de verwerving van de nationaliteit was gebaseerd. Hij besteedde ook aandacht aan andere oorzaken van verlies die niet expliciet in de relevante wetten zijn vastgelegd: het zogenaamde 'quasi-verlies' van nationaliteit.
In 2016 publiceerde De Groot samen met Olivier Vonk het boek International Standards on Nationality Law: Texts, cases and materials, dat als uitgangspunt neemt dat – hoewel de regeling van verwerving en verlies van de nationaliteit traditioneel wordt beschouwd als een soeverein recht van staten – de ontwikkelingen in het internationaal recht in de aflopen decennia een groeiende hoeveelheid van 'international standaards' hebben opgeleverd, die de vrijheid van staten bij het formuleren van nationaliteitsrechtelijke normen beperken. Het boek bevat de eerste omvattende verzameling van internationale verdragen, internationale rechtspraak en andere documenten. Een bijgewerkte Spaanstalige editie verscheen met medewerking van Guayasén Marrero González in 2018 onder de titel Normas internacionales de derecho de nacionalidad.

## Onderscheidingen
- In 1988 ontving De Groot de Edmond Hustinxprijs voor de wetenschap.[19]
- In 2002 kende de bondspresident van de Bondsrepubliek Duitsland hem het  Bundesverdienstkreuz am Bande toe en in 2012 werd hij benoemd tot Officier in de Orde van Oranje-Nassau.[8]

## Persoonlijk
Gerard-René de Groot is getrouwd met prof. dr. Hildegard Schneider, oud-decaan en tevens hoogleraar aan de Universiteit Maastricht. Samen hebben ze twee kinderen.